# 成国晶子
成國 晶子（なりくに あきこ、旧姓・飯島、1967年10月1日 - ）は、日本の女子レスリング選手、指導者、プロレスラーである。神奈川県出身。アマチュアでは世界女王として活躍し、吉村祥子らとともに女子レスリング黎明期を支えた。長男はレスリング学生王者の成國大志、長女は同じく高校王者の成國琴音。

## 人物
高校時代に柔道を始め、卒業後レスリングに転向。プロレスラーを目指すため一時ジャパン女子プロレスの練習に参加していたこともあった。
本格的にレスリングを始め、全日本選手権で優勝。1987年の世界選手権で61kg級銀メダル獲得。
65kg級に転向して、1989年世界選手権で銅メダル。1990年には金メダルを獲得し、1991年と連覇を達成。階級変更失敗もあり、その後は世界一の座からは遠ざかった。
その他国内外の大会で多くのタイトルを獲得し、1997年結婚のため引退。
1男1女をもうけて、1998年現役復帰。全日本社会人レスリング選手権大会優勝。
1999年には髙田道場KIDSレスリングコーチに就任。
2003年11月、ゴールドジム大森にて「AACCゴールドキッズ＆ガールファイト」クラスを開設し、少年少女の指導に携わっている。
2005年より『SUKOBURU ゴールドキッズ』を指導し、2007年『全国少年レスリング大会 団体優勝』を遂げた。
毎年数々の大会で優勝者を輩出。インターハイ、国体を高校1年で制した山崎達哉（自由ヶ丘学園）はゴールドキッズ出身。
2005年11月13日、新宿FACEで行われた吉田万里子のプロレスイベント「息吹」でプロレスラーデビュー。「息吹」に継続参戦していたが、2010年の活動休止とともに休業。
2011年11月12日の高円寺フェスにスポット参戦し、2013年にWrestling New Classicで本格復帰を宣言し、エキシビションを行うが、怪我のため欠場。